# 使徒子
使徒子，真名覃清硖（1985年—），中國大陸浙江省海宁市人，男性漫画家、景观设计师。2000年使徒子成为海宁市中考状元，2003年考入清华大学建筑系。2008年到美国哈佛大学留学。2014年10月，与他人合作出版漫画单行本《豪学竞技》。现在在美国LSG Landscape Architecture公司担任景观设计师，并在漫画杂志《超好看》连载漫画。